# Białka (dopływ Bielnika)
Białka (niem. Wiessefloss) – potok, prawy dopływ Bielnika.
Potok płynie w kierunku północnym w Sudetach Zachodnich, w zachodniej części Karkonoszy. Jego źródła znajdują się na północnych zboczach Wielkiego Szyszaka, poniżej Śnieżnych Kotłów na wysokości 920 m n.p.m. Uchodzi do Bielnika.
Białka odwadnia północne stoki Karkonoszy poniżej Wielkiego Szyszaka i Śnieżnych Kotłów. Płynie po granicie i jego zwietrzelinie. Cały obszar zlewni Białki porośnięty jest górnoreglowymi lasami świerkowymi.
W górnym biegu Białkę przecina czarny szlak turystyczny z Jagniątkowa do Schroniska PTTK „Pod Łabskim Szczytem”.